# Marcinkowice (Tuczno)
Marcinkowice (deutsch Marzdorf, früher Martzdorff oder Marcinkau) ist ein Dorf in der Landgemeinde (Gmina) Tuczno (Tütz) im Powiat Wałecki (Deutsch Kroner Kreis) der polnischen Woiwodschaft Westpommern.

## Geographische Lage
Das Dorf liegt im Netzedistrikt des ehemaligen Westpreußen, etwa zwanzig Kilometer westlich von Wałcz (Deutsch Krone) und zehn Kilometer nördlich von Tuczno (Tütz). 

## Geschichte

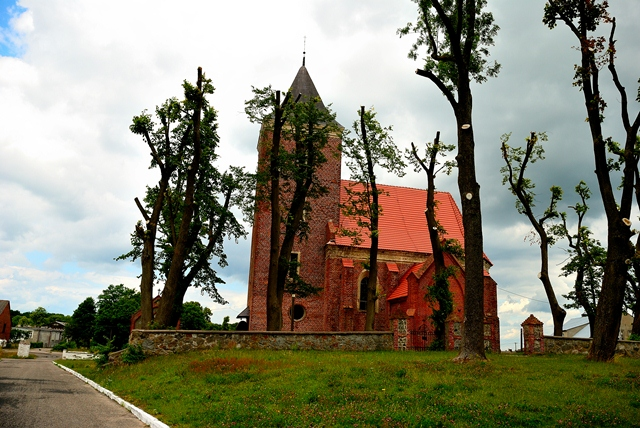
Dorfkirche, bis 1945 Pfarrkirche der katholischen Gemeinde Marzdorf (Aufnahme 2008)

Ältere Ortsbezeichnungen sind Martinsdorf (1337), Marthinkowo (1448), Maldorf seu Martinkowo (1641), Marcinkowo (18. Jh.), neupolnisch Marcinow. Das Dorf gehörte früher zur Herrschaft Tütz.
Um 1930 hatte die Gemeinde Marzdorf zwei Wohnplätze:
- Böthin
- Marzdorf

Im Jahr 1945 gehörte Marzdorf zum Landkreis Deutsch Krone im Regierungsbezirk Grenzmark Posen-Westpreußen der preußischen Provinz Pommern des Deutschen Reichs. Marzdorf war Sitz des Amtsbezirks Marzdorf.
Im Februar 1945 wurde Marzdorf von der Roten Armee besetzt. Nach Beendigung der Kampfhandlungen wurde die Region seitens der sowjetischen Besatzungsmacht zusammen mit ganz Hinterpommern und der südlichen Hälfte Ostpreußens – militärische Sperrgebiete ausgenommen – der Volksrepublik Polen zur Verwaltung überlassen. Es wanderten nun Polen zu. Marzdorf wurde unter der polnischen Ortsbezeichnung „Marcinkowice“ verwaltet. Die einheimische Bevölkerung wurde von der polnischen Administration aus Marzdorf vertrieben.

### Demographie
| Jahr | Einwohner | Anmerkungen |
| ---- | --------- | --- |
| 1783 | –         | adliges Dorf und Vorwerk nebst einer katholischen Kirche, im Netzedistrikt, Kreis Krone, 55 Feuerstellen (Haushaltungen)    |
| 1818 | 448       | Hauptgut und Pfarrdorf, adlige Besitzung                                                                                    |
| 1864 | 519       | davon 303 im Dorf (darunter zwei Evangelische und 301 Katholiken) und 216 im Gutsbezirk (69 Evangelische, 147 Katholiken)   |
| 1910 | 704       | am 1. Dezember, davon 338 im Dorf (13 Evangelische, 325 Katholiken) und 364 im Gutsbezirk (92 Evangelische, 272 Katholiken) |
| 1925 | 555       | darunter 107 Evangelische und 444 Katholiken                                                                                |
| 1933 | 542       | [ 7 ] |
| 1939 | 513       | [ 7 ] |

## Kirche
Die Evangelischen des Dorfes gehörten zur Parochie Tütz.
Eine Kirche im Dorf wurde bereits im Landbuch von 1337 erwähnt. Die katholische Kirche, ein Backsteinbau, ließ Christoph Wedel erbauen; sie wurde 1660 von Bischof Albert Tolibowsky von Posen persönlich eingeweiht. Hier hatten Mitglieder der katholischen Linie der Familie Goltz ihre Grabstätten.